# Duetos (álbum de Ivete Sangalo)
Duetos é a sexta coletânea da artista musical brasileira Ivete Sangalo, lançado em 5 de maio de 2010 pela Universal Music.
A coletânea reúne 16 duetos que Ivete fez ao longo de sua carreira, desde 1999 até 2009. Além do mais, é uma oportunidade para os fãs estarem próximos a momentos inesquecíveis e marcantes da cantora. Em dueto com Alejandro Sanz, Alexandre Pires, Gilberto Gil, Jorge Ben Jor, Roberto Carlos, Maria Bethânia, Sorriso Maroto, Zezé di Camargo & Luciano, entre outros, reunidos em um só projeto.
| Críticas profissionais | Críticas profissionais |
| Avaliações da crítica  | Avaliações da crítica  |
| Fonte                  | Avaliação              |
| ---------------------- | ---------------------- |
| AllMusic               | 3 de 5 estrelas.       |

## Faixas

### CD
| Duetos         |                                                             |                                    |         |  |
| N.º            | Título                                                      | Compositor(es)                     | Duração |  |
| 1.             | "Corazón Partío" (Part. de Alejandro Sanz)                  | Alejandro Sanz                     | 4:45    |  |
| 2.             | "Estrela Cadente" (Part. de Alexandre Pires)                |                                    | 3:48    |  |
| 3.             | "Se Eu não Te Amasse tanto Assim" (Part. de Roberto Carlos) | Herbert Vianna                     | 4:09    |  |
| 4.             | "Teus Olhos" (Part. de Marcelo Camelo)                      | Marcelo Camelo                     | 3:57    |  |
| 5.             | "E Agora Nós?" (Part. de Sorriso Maroto)                    |                                    | 4:44    |  |
| 6.             | "Não Vou Ficar" (Part. de Samuel Rosa)                      | Tim Maia                           | 4:00    |  |
| 7.             | "Céu da Boca" (Part. de Gilberto Gil)                       | Reinaldo Marcel                    | 3:30    |  |
| 8.             | "Por Causa de Você Menina" (Part. de Jorge Ben Jor)         |                                    | 4:43    |  |
| 9.             | "Muito Obrigada Axé" (Part. de Maria Bethânia)              | Carlinhos Brown                    | 4:44    |  |
| 10.            | "Dunas" (Part. de Rosa Passos)                              | Rosa Passos                        | 3:10    |  |
| 11.            | "Não Precisa Mudar" (Part. de Saulo Fernandes)              | Saulo Fernandes & Gigi             | 3:48    |  |
| 12.            | "Chão da Praça" (Part. de Margareth Menezes)                |                                    | 4:27    |  |
| 13.            | "Amor Que Fica" (Part. de Zezé di Camargo & Luciano)        |                                    | 3:13    |  |
| 14.            | "Sintonia e Desejo" (Part. de Aviões do Forró)              | Ivete Sangalo e Gigi               | 3:50    |  |
| 15.            | "Quanto Ao Tempo" (Part. de Carlinhos Brown)                | Carlinhos Brown e Michael Sullivan | 4:34    |  |
| 16.            | "Nosso Sonho / Conquista / Poder" (Part. de MC Buchecha)    | Buchecha / Ivete Sangalo / Gigi    | 7:17    |  |
| Duração total: | Duração total:                                              | Duração total:                     | 63:02   |  |

### DVD
1. Corazón Partío - com Alejandro Sanz
2. Estrela Cadente - com Alexandre Pires
3. Se Eu Não Te Amasse Tanto Assim - com Roberto Carlos
4. Teus Olhos - com Marcelo Camelo
5. Além Mar - com Asa de Águia
6. Não Vou Ficar - com Samuel Rosa
7. Céu da Boca - com Gilberto Gil
8. Não Me Conte Seus Problemas - com Banda Eva
9. Chão da Praça? com Margareth Menezes
10. Por Causa de Você Menina - com Jorge Ben jor
11. Ajayô - com Luiz Caldas
12. Muito Obrigada, Axé - com Maria Bethânia
13. Dunas - com Rosa Passos
14. Não Precisa Mudar - com Saulo Fernandes
15. Sintonia e Desejo - com Aviões do Forró
16. Amor que Fica - com Zezé di Camargo & Luciano
17. Tempos Modernos - com Netinho
18. Quanto ao Tempo - com Carlinhos Brown
19. Nosso Sonho/Conquista/Poder - com MC Buchecha

Extras:
1. Back at One - com Brian Mcknight (clipe)
2. E Agora Nós? - com Sorriso Maroto (áudio com artistas em videoclipe de animação)

## Desempenho comercial
Na parada oficial do ABPD (Associação Brasileira de Produtores de Discos), Duetos estreou na posição #5.
Pelo menos, 60 mil cópias do álbum já foram vendidas, ao todo.
| Paradas (2010)                  | Posição |
| ------------------------------- | ------- |
| ABDP: Top 10 Álbuns             | 5       |
| Hot 100 Brasil: Top 30 CD Sales | 1       |
| Portuguese Albums Chart         | 3       |